# Batalha de Antioquia (218)
A Batalha de Antioquia foi travada em 8 de junho de 218 entre duas forças do exército romano, uma liderada pelo imperador Macrino e outra, por seu adversário pelo trono, Heliogábalo, cujas tropas estavam sob o comando do general Gânis. Heliogábalo venceu e foi coroado imperador em seguida.

## História
Macrino tornou-se imperador em 217 depois que Caracala foi assassinado por Justino Marcial durante a campanha contra partas. Já na época desconfiava-se que Macrino estava envolvido na trama, mas o fato é que ele foi coroado imperador três dias depois pelas tropas na Pártia.
A mãe de Caracala, Júlia Domna, e sua tia, Júlia Mesa, suspeitavam do envolvimento de Macrino na morte de Caracala e deixaram a corte, retornando para a Síria. De lá, passaram a defender Heliogábalo, um garoto de quatorze anos que era primo de Caracala e que elas pintaram como sendo um filho ilegítimo dele.
Macrino teve apenas uma batalha - não decisiva - contra os partas e logo assinou um tratado que muitos em Roma acreditavam ser pouco favorável ao império. Macrino então cometeu o erro de cortar o pagamento dos legionários, o que incitou a III Gallica a proclamar Heliogábalo imperador em 16 de maio de 218. Outras legiões logo se juntaram à revolta, iniciada por uma questão de pagamento. Macrino enviou uma força de cavalaria, liderada por Ulpino Juliano, mas a tropa assassinou seu líder e desertou para os rebeldes.
Macrino finalmente percebeu o erro que cometera e não apenas abandonou os cortes como anunciou um bônus. Seus esforços, porém, não tiveram nenhum efeito pois uma legião inteira (a II Parthica) desertou e se juntou a Heliogábalo. Em paralelo, as deserções e motins aumentavam de tal maneira que o imperador teve que se refugiar em Antioquia. O general Gânis, comandante das forças de Heliogábalo, marchou contra as forças de Macrino e obtiveram uma decisiva vitória nos arredores de Antioquia em 8 de junho de 218, com um grande número de soldados simplesmente desertando para o lado rebelde. Heliogábalo tornou-se imperador enquanto Macrino tentava fugir depois de raspar barba e cabelo, uma tentativa de fazer-se passar por um policial militar. O imperador foi reconhecido por um centurião em Calcedônia, nas margens do Bósforo, e foi levado para Antioquia, onde acabou executado.